# Impalila
L'isola fluviale di Impalila è sita nell'interno dell'Africa meridionale, alla confluenza dei fiumi Zambesi e Cuando. La sua punta più orientale costituisce anche il punto di confine tra Namibia (di cui fa parte), Botswana, Zambia e Zimbabwe.

## Geografia
Impalila è sita alla confluenza dei grandi fiumi Zambesi e Cuando, che delimitano la regione del Dito di Caprivi in cui l'isola è compresa. La zona, quasi del tutto pianeggiante, è spesso soggetta alle alluvioni causate da questi corsi d'acqua, e l'isola di Impalila, leggermente sopraelevata, è l'unica parte di terreno solido che di norma non viene inondata.

## Storia
L'isola è abitata perlomeno dal XVIII secolo, quando nell'area erano già presenti i Subia, che rimangono i principali abitanti di Impalila. L'isola in seguito fece parte del Regno dei Barotse e poi di quello dei Makololo. Fu poi inclusa nel dominio coloniale tedesco del Dito di Caprivi, venendo in seguito annessa all'Unione Sudafricana.
Durante l'amministrazione sudafricana, durata dal 1939 al 1990, molti abitanti di Impalila furono espulsi per permettere l'istituzione di una riserva naturale, ma già negli anni 1950 molti abitanti delle pianure circostanti vi tornarono per sfuggire alle frequenti alluvioni della regione. Dal 1990 fa parte della Namibia, che nel XXI secolo, dietro richiesta degli abitanti, ha approvato norme a tutela dell'alta biodiversità dell'isola. Da allora Impalila è un importante polo dell'ecoturismo namibiano, e possiede anche un piccolo aeroporto. Dal 2019 l'esercito namibiano possiede una base navale sull'isola.